# Exetastes maurus
Exetastes maurus là một loài tò vò trong họ Ichneumonidae.